# Kisi Kazumi
Kisi Kazumi (岸 一美; Hepburn: Kishi Kazumi) (Japán, 1975. november 25. –) japán válogatott labdarúgó.

## Klub
Az Urawa Reinas FC csapatában játszott.

## Nemzeti válogatott
1998-ban debütált a japán válogatottban. A japán válogatottban 9 mérkőzést játszott.

## Statisztika
| Japán válogatott | Japán válogatott | Japán válogatott |
| Időszak          | Mérk.            | gól              |
| ---------------- | ---------------- | ---------------- |
| 1998             | 5                | 2                |
| 1999             | 1                | 0                |
| 2000             | 0                | 0                |
| 2001             | 3                | 0                |
| Összesen         | 9                | 2                |